# Eutropiusz (historyk)
Eutropiusz (ur. ok. roku 320, zm. po roku 387) – późnorzymski historyk i urzędnik państwowy, autor Brewiarium od założenia Miasta.

## Życie i kariera zawodowa
Eutropiusz pochodził z dobrze sytuowanej rodziny. Za panowania cesarza Konstancjusza II (337–361) piastował prawdopodobnie urząd magister epistularum, na którym utrzymał się także w okresie rządów Juliana Apostaty (361–363). W roku 363 wziął udział w nieudanej wyprawie Juliana na Persję. Następnie, w czasach cesarza Walensa (364–378), Eutropiusz dostąpił kolejnych zaszczytów: został włączony do grona senatorów, być może sprawował także funkcję magister memoriae. Sprawował prokonsulat Azji (w roku 370/371), następnie stanowisko prefekta pretorium Illirii (styczeń 380 roku do września 381 roku). Zwieńczeniem jego kariery publicznej była godność konsula, którą otrzymał wraz z cesarzem Walentynianem II w 387 roku.

## Brewiarium od założenia Miasta
Na życzenie Walensa, Eutropiusz napisał streszczenie dziejów rzymskich poczynając od 754/753 p.n.e., czyli daty uznawanej tradycyjnie za rok założenia Rzymu, a kończąc na roku 364 n.e. Ponad 1000 lat historii państwa rzymskiego zmieścił w dziesięciu księgach, dokonując wyboru materiału z dzieł licznych wcześniejszych autorów (m.in. Liwiusza, Plutarcha, czy Swetoniusza) i skracając wszystko do rozmiarów popularnego i pożądanego przez ówczesnych czytelników brewiarium. Dzieło powstało najpewniej między końcem 369 a końcem 370 roku.
Dzieło Eutropiusza cieszyło się ze względu na swoją zwartość i styl dużym powodzeniem nie tylko w Cesarstwie Rzymskim, ale także długo po jego upadku. Autor pisał stylem prostym, bez sztucznej i przesadnej retoryki, w przeciwieństwie do swojego poprzednika - Aureliusza Wiktora - odbiega od naśladownictwa stylu Salustiusza, czy Tacyta.